# ZF2001
ZF2001, de nome comercial RBD-Dimer, é uma vacina contra a COVID-19 de subunidade proteica sendo desenvolvida pela Anhui Zhifei Longcom em colaboração com o Instituto de Microbiologia da Academia Chinesa de Ciências. O imunizante é composto de um adjuvante associado a uma parte da proteína (um dímero) da espícula do SARS-CoV-2 chamada de domínio de ligação ao receptor (em inglês receptor-binding domain dimer, ou RBD-dimer). A ZF2001 possui rota de administração intramuscular, é aplicada em três doses e se encontra em fase III de testes envolvendo 29 000 participantes espalhados por seis países.

## Pesquisa clínica

### Fases I e II
Em junho de 2020, começou-se um estudo clínico duplo-cego e randomizado de fase I no município de Xunquim. Faziam parte do mesmo 50 voluntários com idades entre 18 e 59 separados em um grupo de baixa dose, outro de alta e um grupo controle. No começo de julho, o estudo de fase II teve início na cidade de Changsha e contou com 900 participantes adultos com idades inferiores a 60 anos também separados em três grupos. Testes de fase I envolvendo 50 voluntários com mais de 60 anos começaram em agosto.
Os testes de fase I e II da vacina ZF2001 tiveram seus resultados publicados juntos no MedRxiv no dia 22 de dezembro de 2020. Nenhum dos participantes inoculados com o imunizante teve efeitos adversos graves ou inesperados. Na fase II, os participantes que receberam três doses do imunizante apresentaram uma seroconversão de anticorpos neutralizantes de 97% (grupo de baixa dose) e 93% (alta dose) 14 dias após a aplicação da terceira dose.

### Fase III
Em dezembro de 2020, o estudo de fase III começou e definiu como meta a participação de 29 000 pessoas, sendo 21 750 voluntários adultos com idades entre 18 e 59 anos e 7 250 com idades iguais ou superiores a 60 anos. A pesquisa está sendo conduzida em Hunan (China), Paquistão, Uzbequistão, Malásia, Indonésia e Equador.

## Produção e comercialização
A Anhui Zhifei Longcom ativou uma fábrica para a produção de vacinas em setembro de 2020 e espera alcançar a marca de 300 milhões de doses feitas anualmente. O Uzbequistão, um dos países onde o imunizante está em testes, aprovou a ZF2001 para uso no começo de março de 2021.